# Friedrich Golling
Friedrich Golling (* 11. November 1883; † 11. Oktober 1974) war ein österreichischer Fechter.

## Erfolge
Friedrich Golling nahm an den Olympischen Spielen 1912 in Stockholm in drei Wettbewerben teil. Im Einzel des Florettfechtens schied er im Viertelfinale aus, im Einzel des Säbelfechtens kam er nicht über die erste Runde hinaus. Mit der Säbel-Mannschaft erreichte er dagegen die Finalrunde, in der sie sich lediglich der ungarischen Equipe geschlagen geben musste und somit die Silbermedaille gewann. 1914 belegte Golling den zweiten Platz bei den österreichischen Fechtmeisterschaften mit dem Säbel.